# Câmpiile Elizee

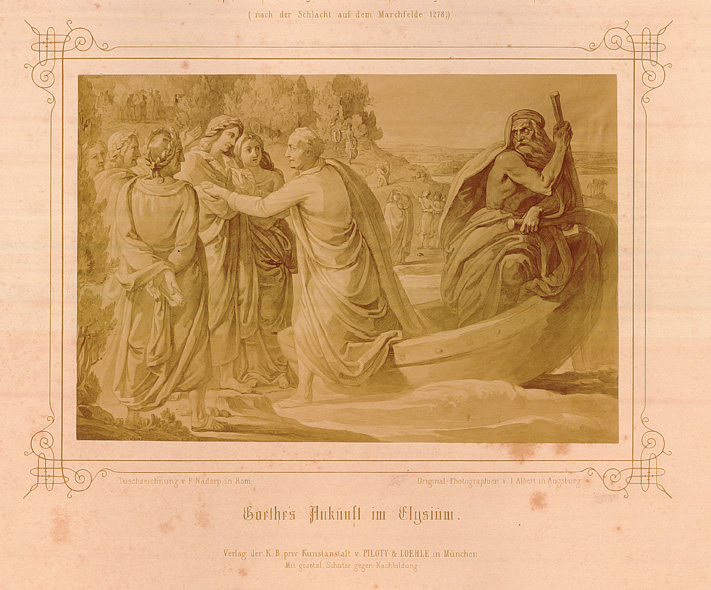
Goethe în Câmpiile Elizee

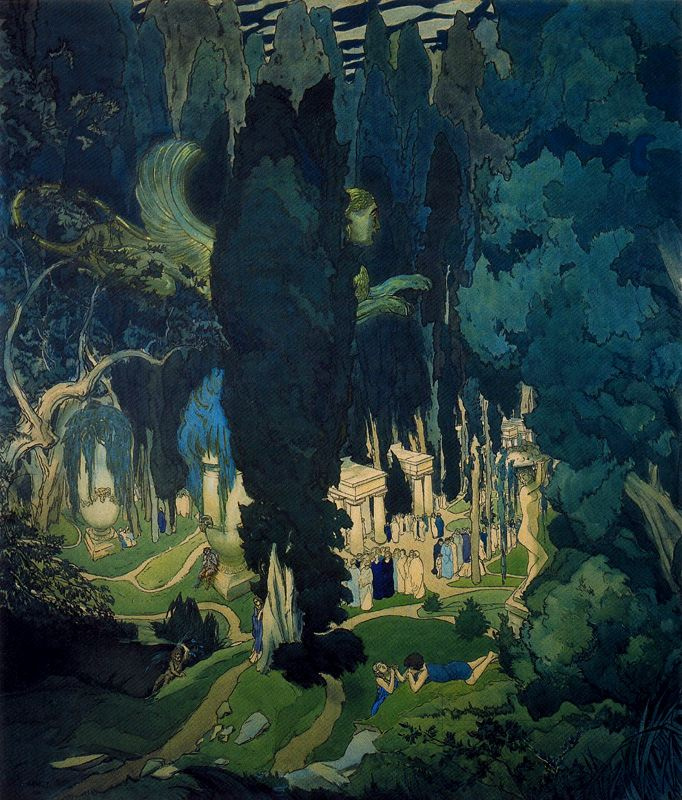
Câmpiile Elizee (1906), pictură de Léon Bakst (1866-1924)

Câmpiile Elizee (în greacă Ήλύσιον Πέδιον, transliterat: Elysion Pedion; în latină Elysium) este un tărâm paradisiac, de la capătul de apus al lumii, dincolo de fluviul Oceanus (Homer) în care ajungeau după moarte, după mitologia greacă și romană, eroii (din Epoca de aur) și oamenii virtuoși (enaretoi). Ea a fost uneori asimilată cu Insulele celor fericiți - Μακάρων Νήσοι, Makaron Nesoi (Hesiod Munci și zile, p. 166), în latină: Fortunatae Insulae - sau, după Pindar, în Odele olimpice, Insula celor fericiți sau Insula albă.

## Origine
Credința într-un asemenea tărâm, existentă și în alte religii, ar putea fi o moștenire a religiei minoice din Creta. Câmpiile Elizee fac parte, după o parte din legende (vezi Eneida lui Vergilius) din Lumea subpământeană Hades Άδης sau așa zisa Lume de Jos (Kato Kosmos), alături de Tartar (Tartaros), locul haotic și sumbru de pedeapsă al celor care au făcut rele și păcătuit față de zei, ca de pildă al Titanilor, și Câmpia asfodelelor, unde duc o existență automată și ștearsă, asemănătoare oarecum cu cea de pe Pământ, cei care au făcut și fapte rele și bune, de o seamă.

## Descriere
În Câmpiile Elizee se află pășuni înfloritoare și domnește o veșnică primăvară, nu plouă, nici nu ninge, nu e frig și nu e cald, iar Zefirul, Zέφυρος, vântul de vest, domolit, aduce o adiere răcoroasă și plăcută - δροσία. Apele râului Lethe (η Λήθη = Uitare) care le parcurg, conțin un nectar νέκταρ care, dacă este băut, face uitate toate necazurile și traumele suferite în existența terestră. Locuitorii Câmpiilor Elizee stau la umbra arborilor de tămâie Mυρτιά și se delectează practicând călăritul, întrecerile atletice, jucând cu zarul sau cântând și dansând. În fruntea acestui tărâm, după cum povestește Pindar, ar sta însuși Cronos, după ce a fost adus încoace, adormit cu licoarea methύ, în căsnicie cu Rhea, sau judecătorul Radamant, soția sa Alcmena, și frații lui, Minos și Sarpedon (Pindar O1 II61 fragm.95). 
După alte surse, ținutul ar fi condus de Kadmos, alături de soția sa, Harmonia. În așa numita Câmpie a Sosirii πεδιάδα της άφιξης, cei morți sunt judecați de cei trei judecători Minos, Radamanthus și Aiacus (Eakos) și trimiși, după caz, în Tartar, în Câmpia Asfodelelor sau în Elysium (Vergilius, Eneida 6.541). Câmpiile Elizee sunt descrise, între altele, în Odiseea lui Homer în cuvintele adresate de Proteus lui Menelau (Odiseea 4.563-568). Insulele celor Fericiți au fost identificate uneori cu Insulele Canare, iar Insula Albă Leukos - cu Insula Șerpilor din Marea Neagră, care ar fi devenit astfel reședința de după moarte a lui Ahile și Patroclus, a lui Aiax, Ifigenia, chiar și Medeea (după toate câte a făcut), uneori asociate lui Ahile.
În dumbrăvile Câmpiilor Elizee sau ale Insulelor celor Fericiți își au sălașul Orfeu și Musaeus, membri ai casei regale troiene (ca Anchise, tatăl lui Eneas), Menelau și frumoasa Elena, Rhadamant și Alcmena, Cadmos și Harmonia, Diomede (uneori localizat într-o insulă a fericiților din Marea Adriatică).

## Eponime
Bulevardul Champs-Élysées din Paris, Franța, poartă numele acestui loc.